# Wilhelm Lindemann
Wilhelm Lindemann (Berlijn, 5 april 1882 – aldaar, 8 december 1941) was een Duits componist, zanger en schrijver. Voor bepaalde werken gebruikte hij ook de pseudoniemen Waldemar Alfredo, Fritz(e) Bollmann, Ernst Eckstein, C. Komzak.

## Levensloop
Lindemann was een componist en muzikant van lichtere en amusementsmuziek, die zijn hele leven in Berlijn was. Van zijn werken zijn ook tegenwoordig vooral de mars Unter dem Grillenbanner uit 1908, in die de wals Grillenbanner, op. 247 van Johann Strauss jr. citeert wordt, de kersthit Der Weihnachtsmann kommt (Eine Muh, eine Mäh) uit 1914 en zijn lied Trink, trink, Brüderlein trink uit 1927 nog bekend. Maar hij componeerde ook operettes, waarvan vooral Heinrich Heines erste Liebe (1917) destijds vele uitvoeringen beleefde en in 1922 een stomme film over gemaakt werd.

## Composities

### Werken voor orkest
- 1907 Schwäbische Ländler
- 1908 Unter dem Grillenbanner
- 1913 Jägerlieder-Marsch - ein Jäger aus Kurpfalz
- 1914 Jugendträume - Fantasie über 4 Volkslieder
- ca. 1920 Wanderliedermarsch
- 1926 Laterne - Shimmy-Fox
- 1930 Wüstenreiter-Foxtrot
- 1930 Max und Moritz, Slow-Fox
- Ich hab' den ganzen Tag schon Durst
- Vogelhochzeit-Lieder-Marsch
- Wanderburschen-Liedermarsch, potpourri

### Werken voor harmonieorkest
- 1907 Schwäbische Ländler - bewerkt door Max Rhode
- 1908 Unter dem Grillenbanner
- 1914 Die Posaunen von Jericho - hebräischer Liedermarsch
- 1914 Soldaten-abschied "In der heimat, da giebt's ein wiedersehn", voor zangstem(men) en harmonieorkest
- ca. 1920 Wanderliedermarsch
- 1924 Dort unten in der Mühle
- 1927 Morgen woll'n wir heiraten - Kinderlieder-Marsch
- 1931 Fritze Bollmann-Marsch - Infanterie Regiment Nr. 35, mars
- Mailiedermarsch "Der Mai ist gekommen"
- Schwäbischer Liedermarsch
- Wenn die Soldaten (Pfannenflickermarsch)

### Muziektheater

#### Opera
| Voltooid in | titel                                       | aktes  | première | libretto         |
| ----------- | ------------------------------------------- | ------ | -------- | ---------------- |
| 1934        | Ein Flötenkonzert in Sanssouci, Rokoko-Oper | 1 akte |          | van de componist |

#### Operettes
| Voltooid in | titel                       | aktes       | première | libretto                     |
| ----------- | --------------------------- | ----------- | -------- | ---------------------------- |
| 1917        | Heinrich Heines erste Liebe | 4 bedrijven |          | A. Mels, naar Heinrich Heine |

#### Ballet
| Voltooid in | titel                                            | aktes  | première | libretto | choreografie |
| ----------- | ------------------------------------------------ | ------ | -------- | -------- | ------------ |
| 1937        | Die Frühlingsfee, een sprookje voor kinderballet | 1 akte |          |          |              |

### Vocale muziek

#### Liederen
- 1914 Der Weihnachtsmann kommt: Kinderjubel am Weihnachtsabend - "Eine Muh, eine Mäh, eine Täterätätä", karakterstuk voor zangstem en orkest - tekst: Waldemar Alfredo
- 1921 Du lieber, guter, alter Rhein wann sehen wir uns wieder, voor zangstem en piano
- 1926 Drum Brüder wir trinken noch eins, voor zangstem en orkest - tekst: Fritze Bollmann
- 1927 Die alten deutschen Eichen, wie blühen sie so schön, wals voor zangstem en piano - tekst: Fritze Bollmann
- 1927 Trink, trink, Brüderlein trink, voor zangstem en orkest
- 1927 Zu Bonn am Rhein möcht' ich noch einmal glücklich sein, voor zangstem en piano - tekst: Fritze Bollmann
- 1928 Unter blühenden Rosen, Valse Boston voor zangstem en piano - tekst: Georg Tucher
- 1929 Ja der Rheinwein das ist mein Wein, voor zangstem en piano - tekst: Max Haekel
- 1929 Kegler "Gut Holz!" - Kegellieder-Marsch, voor zangstem en piano
- 1929 Trinkt deutschen Wein! : Trink aus, mein Liebchen!, voor zangstem en piano - tekst: Fritze Bollmann
- 1929 Wer lieben will muß leiden, voor zangstem en orkest
- 1930 Bergmannsleder-Marsch, voor zangstem en piano - tekst: Fritze Bollmann
- 1930 Klapperstorch-Parade "Es kommt der Klapperstorch", karakterstuk voor zangstem en piano
- 1931 Der verlorne Sohn, voor zangstem en piano - tekst: Fritze Bollmann
- 1932 Nun noch einmal einen letzten Kuss, Es kommt ja doch wie alles kommen muss, voor zangstem en piano
- 1935 Die treue Marie "Soll ich dir mein Liebchen nennen", wals voor zangstem en piano